# Shorey
Shorey es una localidad peruana ubicada en el distrito de Quiruvilca de la provincia de Santiago de Chuco del Departamento de La Libertad. Se ubica a unos 122 kilómetros al este de la ciudad de Trujillo. Cerca de esta localidad se ubica Quiruvilca y la Mina Lagunas Norte que es operada por Barrick Gold Corporation.